# Jonathan Franzen

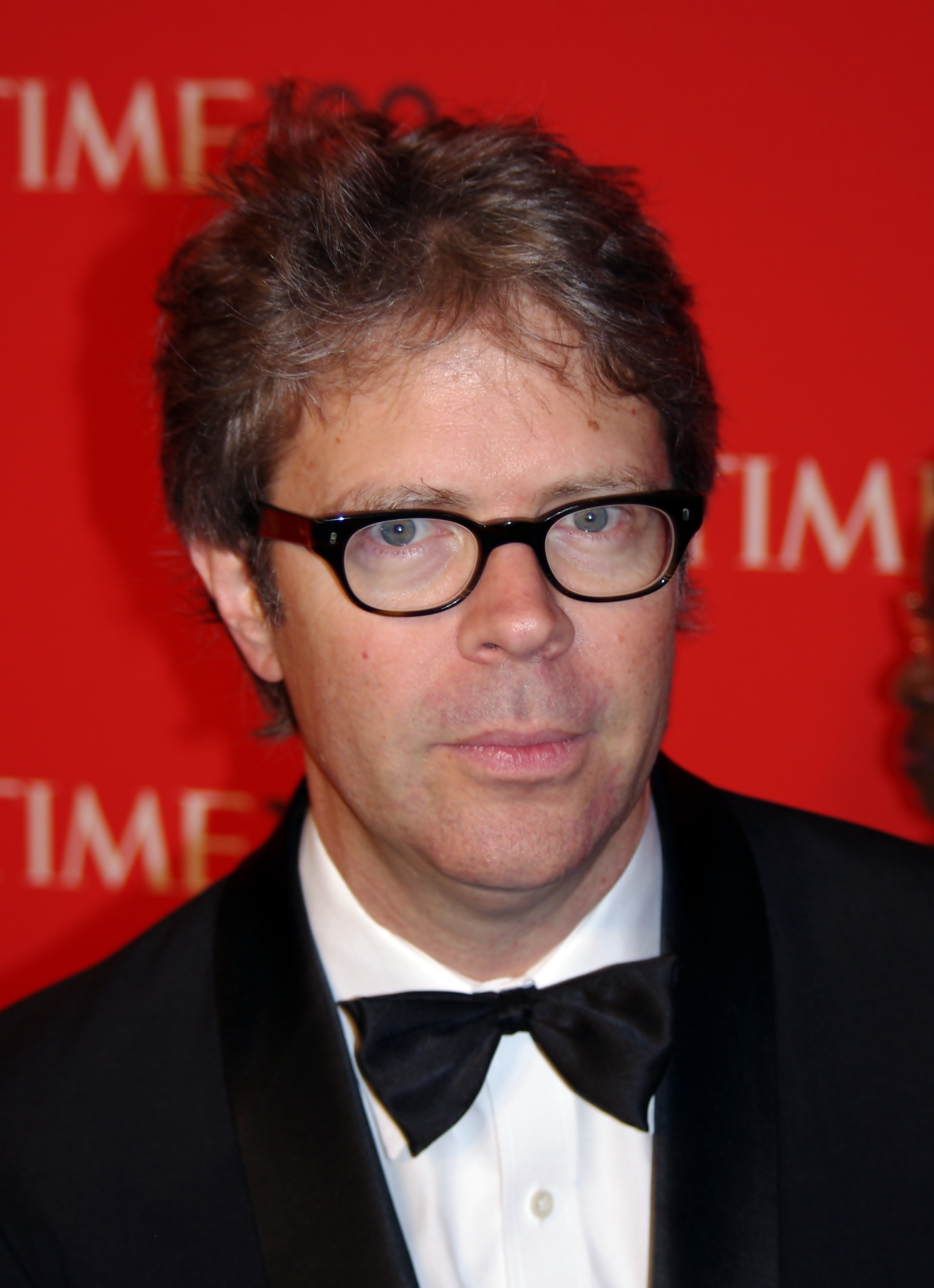
Jonathan Franzen (2011)

Jonathan Earl Franzen (* 17. August 1959 in Western Springs bei Chicago, Illinois) ist ein US-amerikanischer Schriftsteller.
Einem breiten Publikum bekannt wurde er mit seinem 2001 erschienenen dritten Roman Die Korrekturen, der den National Book Award gewann, Finalist für den Pulitzer-Preis war und sich weltweit 2,85 Millionen Mal verkaufte. 2015 wurde dieser Roman von der BBC-Auswahl der besten 20 Romane von 2000 bis 2014 zu einem der bislang bedeutendsten Werke dieses Jahrhunderts gewählt. Dem folgenden Roman Freiheit schenkten die amerikanischen Medien bei seinem Erscheinen 2010 außergewöhnliche Aufmerksamkeit. Kritiker zählten das Buch zu den besten des Jahres.
Thematisch steht in Franzens Romanen das Auseinanderfallen dysfunktionaler Familien im Mittelpunkt. Die Familienmitglieder werden dabei sowohl als Einzelpersonen als auch in ihrem Verhältnis zueinander beleuchtet. Zugleich weisen seine häufig breit angelegten und umfangreichen Werke auf Zusammenhänge und Ähnlichkeiten zwischen dem Einzelschicksal ihrer Charaktere sowie gesellschaftlichen und politischen Entwicklungen hin. Unter anderem beschäftigen sie sich mit modernen Problematiken wie Globalisierung, Umweltverschmutzung und dem „Krieg gegen den Terror“, aber auch mit dem Kapitalismus im Allgemeinen und der Kommunikation in Sozialen Netzwerken.

## Leben
Jonathan Franzen wurde in Western Springs (Illinois) als jüngster von drei Brüdern geboren. Sein Vater Earl war Bauingenieur, seine Mutter Irene Hausfrau. 1965 zog die Familie nach Webster Groves (Missouri), einem Vorort von St. Louis. Jonathan Franzen studierte seit 1977 am Swarthmore College und erwarb 1981 mit Auszeichnung einen Bachelor of Arts in Germanistik. 2005 verlieh ihm das College die Ehrendoktorwürde. Nach seinem Abschluss studierte er an der Ludwig-Maximilians-Universität München, dann im Rahmen des Fulbright-Programms an der Freien Universität Berlin –, daher spricht Franzen sehr gut Deutsch.
1982 ging er in die USA zurück, heiratete die Schriftstellerin Valerie Cornell, mit der er bei Cambridge (Massachusetts) in einer winzigen Wohnung lebte, und nahm einen Wochenendjob am seismologischen Labor des Department of Earth and Planetary Sciences der Harvard University an, um den gemeinsamen Lebensunterhalt zu bestreiten. Die beiden trennten sich 1994 und sind inzwischen geschieden.
1988 erschien Franzens erster Roman The Twenty-Seventh City (deutsch: Die 27ste Stadt), der sich noch am Vorbild Thomas Pynchons orientiert. Er erhielt zwar einige wohlwollende Kritiken, fand jedoch keine breite Leserschaft. Sein zweiter Roman Strong Motion (deutsch: Schweres Beben) wurde 1992 weder von der Kritik noch vom Publikum begeistert aufgenommen. Dennoch gelang es Franzen aufgrund eines 200-seitigen Entwurfs, die Rechte an seinem neuen Roman The Corrections (deutsch: Die Korrekturen) 1996 an den Verlag Farrar, Straus and Giroux zu verkaufen. Als 2001 das Werk, an dem er sieben Jahre lang schrieb und das von einem konservativen Erzählstil geprägt ist, unmittelbar vor den Anschlägen am 11. September schließlich erschien, brachte es bei Publikum und Kritik gleichermaßen seinen Durchbruch. Für den Roman bekam er noch im selben Jahr den National Book Award verliehen. Schon zuvor hatte ihn die Zeitschrift The New Yorker auf die Liste der wichtigsten Schriftsteller des 21. Jahrhunderts gesetzt. 
Oprah Winfrey wählte The Corrections für Oprah’s Book Club aus, was in der Regel einen starken Anstieg der Verkaufszahlen nach sich zieht. Nachdem Franzen sich in einem Interview zu dieser Nominierung zwiespältig geäußert hatte, da viele Bücher des Buchclubs schmaltzy und one-dimensional seien, zog Winfrey die Einladung in ihre Fernsehshow wieder zurück und besprach stattdessen ein anderes Buch. Die Kontroverse zog ein breites Medienecho nach sich, in dessen Rahmen Franzen teils heftig für seine „arrogante“ Kommentierung kritisiert wurde. Erst 2010 trat er in der Show auf.
Unmittelbar nach Erscheinen von Die Korrekturen nahm Franzen die Arbeit an einem neuen Roman auf, verwarf jedoch zunächst alles, was er schrieb. Stattdessen veröffentlichte er 2002 eine Sammlung von Essays, How to Be Alone (deutsch: Anleitung zum Alleinsein), und 2006 eine Sammlung autobiografischer Erzählungen, The Discomfort Zone (deutsch: Die Unruhezone: Eine Geschichte von mir), die sich von der Zeit seiner Kindheit und Jugend über das Zusammenleben mit und der Trennung von seiner Frau bis zum Tod seiner Eltern und der Zeit nach dem Erfolg von Die Korrekturen erstrecken. Mit Spring Awakening legte Franzen im Herbst 2007 eine Neuübersetzung von Frank Wedekinds Frühlings Erwachen vor.
Im August 2010 erschien nach neunjähriger Arbeit und begleitet von größter Aufmerksamkeit der amerikanischen Medien Franzens vierter Roman Freedom (deutsch: Freiheit), den er zum Teil in Berlin schrieb. Nachdem er ein Vorabexemplar an Winfrey geschickt hatte, wählte sie wiederum (diesmal mit seiner ausdrücklichen Zustimmung) sein Buch für ihren Buchclub aus. Im selben Jahr wurde der Schriftsteller Mitglied der Akademie der Künste in Berlin. 2015 veröffentlichte Franzen seinen Roman Purity (deutsch: Unschuld). 2021 erschien mit dem Roman Crossroads der Auftakt einer geplanten Trilogie.
In seiner freien Zeit beobachtet Franzen gerne Vögel. Dazu steht er meist in der Dämmerung auf, um auch ihren Gesang hören zu können. Wo immer er sich gerade aufhält, plant er auch einen Abstecher zu bekannten Vogelnistplätzen. Mit Veröffentlichungen wie Last Song for Migrating Birds im Magazin National Geographic setzt er sich aktiv für den Vogelschutz ein. Für sein beispielhaftes Naturschutz-Engagement wurde er im Jahr 2015 von der Euronatur Stiftung ausgezeichnet.
Franzens Lebensgefährtin ist die Schriftstellerin Kathryn Chetkovich, mit der er seit 1996 abwechselnd an der Upper East Side in New York und in der Nähe von Santa Cruz, Kalifornien lebt.

## Werk

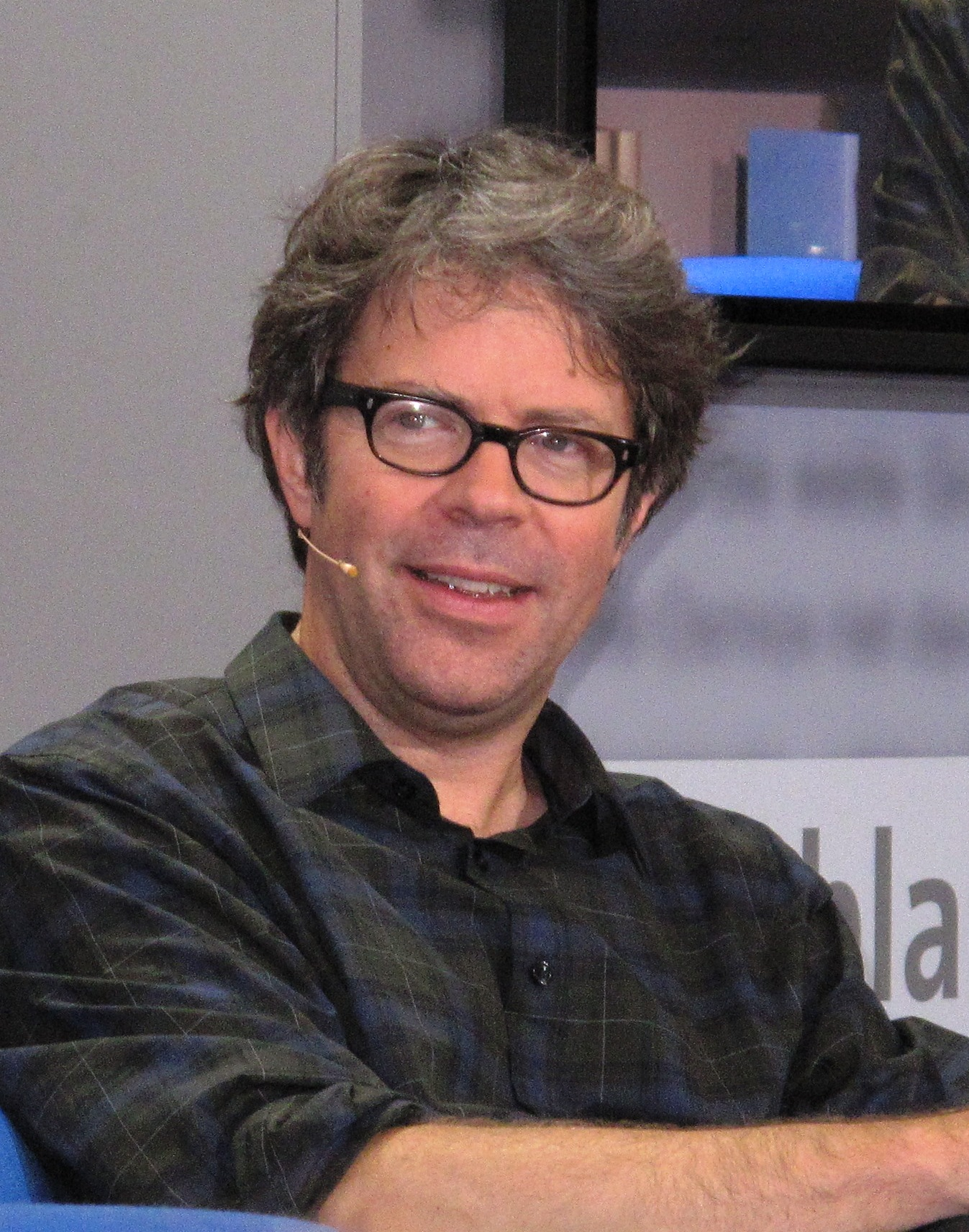
Jonathan Franzen auf der Frankfurter Buchmesse 2010

In deutscher Übersetzung erschienen Franzens Bücher im Rowohlt Verlag. Im März 2022 wurde bekannt, dass er in Zukunft seine Werke bei der dtv Verlagsgesellschaft veröffentlichen werde.

### The Twenty-Seventh City
Der Wirtschafts-Politthriller The Twenty-Seventh City (deutsch: Die 27ste Stadt) spielt, auf George Orwells Dystopie verweisend, im Jahr 1984 in St. Louis im Mittleren Westen. Die Stadt, einst eine der bedeutenden der USA, rutschte in der zweiten Hälfte des 20. Jahrhunderts auf Platz 27. Durch die hohe Kriminalität in einzelnen Elendsvierteln sind die Bürger verängstigt und wandern ins Umland ab. Die ständigen Perspektivwechsel, die als Hauptstilmittel eingesetzt werden, liefern ein vielschichtiges desillusionierendes Bild der amerikanischen Gesellschaft auf persönlicher Ebene sowie der von wenigen eng verflochtenen Familien der Pionierzeit beherrschten Strukturen.
Die Romanhandlung setzt mit der Rückkehr der Halb-Amerikanerin Susan Jammu aus Indien ein. Sie will in St. Louis ihre kommunistische revolutionäre Überzeugung verwirklichen, indem sie sich die Geldaristokratie unterwirft. Nachdem sie zur neuen Polizeichefin gewählt wird, verliert sie diese Zielsetzung aber immer mehr aus dem Auge und verfolgt, getrieben von ihrem Machtwillen, ihre private Mission. Mit ihren indischen Agenten inszeniert sie Bombenanschläge und schiebt sie einer angeblichen Indianer-Terrororganisation, den Osage-Kriegern, in die Schuhe, um sich mit Polizeiaktionen als Retterin der Ordnung feiern zu lassen und ein Referendum für den Zusammenschluss der Stadt mit dem Umland zu gewinnen. Zugleich nutzt sie skrupellos ihre Position für Überwachungen zum Aufbau mafioser Strukturen aus. So zwingt sie einerseits durch Verführungen bis zur sexuellen Abhängigkeit, andererseits durch Intrigen, Erpressungen und Psychoterror die Schlüsselfiguren der Stadt zur Zusammenarbeit, um mit dem Geld ihrer Mutter durch Bodenspekulation und verdichtete Neubebauung der heruntergekommenen Stadtviertel große Gewinne zu erzielen. Der Abriss der alten Häuser wird als soziales Sanierungskonzept (Slogan: „Hoffnung Stadt“) für die mehrheitlich schwarzen Bewohner getarnt. Ihre Gegenspieler sind der konservative Unternehmer Samuel Norris und der erfolgreiche, aber menschlich schwache Bauunternehmer Martin Probst, der Vorsitzende des „Wachstumsvereins“. Bei ihm setzt sie mit ihrem raffinierten Kampf an. Sie lässt seine in ihrer Ehe unglückliche Frau Barbara von ihrem Geheimdienstchef Singh entführen und will sie spurlos verschwinden lassen, dann verführt sie Martin, um mit ihm gemeinsam die Stadt zu beherrschen. Im effektvollen Showdown bricht ihre Intrige zusammen. Norris hat ihre Machenschaften durchschaut, Barbara kommt auf der Flucht bei einer Schießerei ums Leben und Probsts Haus wird von einer wahnsinnig gewordenen Agentin in Brand gesteckt. Jammu tötet sich, nachdem der entwurzelte und demoralisierte Probst sich von ihr getrennt hat, das Referendum verlorengegangen ist und sie die Aufdeckung ihrer Aktionen befürchten muss.

### Strong Motion
Strong Motion (deutsch: Schweres Beben) handelt von einer zerrütteten amerikanischen Familie in den Achtzigerjahren des zwanzigsten Jahrhunderts, den Hollands. Ihre Geschichte wird mit der Erzählung einer Reihe von Erdbeben an der amerikanischen Ostküste verwoben. Die Beben dienen als Metapher für die Verwerfungen im Familienleben der Hollands, die in großen Teilen durch die Augen des Sohns Louis erzählt werden. Zweite Hauptfigur des Buchs ist die 30-jährige Seismologin Renée Seitchek. Sie versucht, die Ursache hinter den Erdbeben aufzudecken.
Franzen sagte zum Entstehungsprozess des Romans: „Ich stellte mir statische Leben vor, die dann von außen gestört würden – im wahrsten Sinne des Wortes durchgeschüttelt. Ich stellte mir gewaltsame Szenen vor, welche die Fassaden herunterreißen würden und Menschen dazu brächte, sich wütende moralische Wahrheiten an den Kopf zu werfen. Der Titel „Schweres Beben“ war mir schon sehr früh klar“. Das Buch ist als „systemische Erzählung“ aufgebaut. Die Kernsysteme des Romans sind dabei laut Franzen „die Systeme von Wissenschaft und Religion – zwei sich gewaltsam widersprechende Systeme, sich die Welt zu erklären“. Schweres Beben war zum Zeitpunkt seiner Erscheinung kein finanzieller Erfolg. Franzen verteidigte das Buch allerdings später und erklärte in einem Interview 2010 in the Paris Review: „Ich glaube, Sie [die Kritiker und Leser] haben die Tendenz, Strong Motion ein wenig zu übersehen“.

### The Corrections
The Corrections (deutsch: Die Korrekturen) erzählt die Geschichte der Familie Lambert aus einer Kleinstadt im Mittleren Westen der USA. Nach fünfzig Jahren als Ehefrau und Mutter hat Enid Lambert den Wunsch, ein letztes Weihnachtsfest mit ihrem schwer an Parkinson erkrankten Mann Alfred und den drei Kindern zu verbringen. Gary, Chip und Denise führen jedoch längst ihr eigenes Leben, in dem es jeweils eigene Probleme und Krisen zu bewältigen gibt.
Der älteste Sohn Gary ist ein erfolgreicher Banker in Philadelphia. Allerdings steckt seine Ehe in einer tiefen Krise. Zudem leidet Gary unter Depressionen, die er vehement leugnet. Chip verliert seine Stelle als Literaturdozent, als eine Affäre mit einer Studentin bekannt wird. Nachdem er auch als Drehbuchautor gescheitert ist, zieht es ihn unter dubiosen Umständen nach Litauen. Dort wird er in einen groß angelegten Internetbetrug verwickelt. Denise, die jüngste der drei Geschwister, verliert wegen einer Affäre mit ihrem Chef und dessen Frau ihren Job als Gourmetköchin.
Das Scheitern der Figuren steht im Mittelpunkt des Romans. Die Kinder versuchen dabei jedoch die Lebensmodelle der Eltern zu „korrigieren“, um eigenen Krisen vorzubeugen bzw. aus dem Weg zu gehen. Letztlich jeweils erfolglose Bemühungen. Am Ende bleibt ein bewegendes Bild einer Familie zurück, die nicht nur geprägt ist durch die Schicksale ihrer einzelnen Mitglieder, sondern auch durch deren vielschichtige Beziehungen zueinander.

### Freedom
Der Roman Freedom ist wie auch sein Vorgänger The Corrections im täglichen Leben einer Mittelklasse-Familie der heutigen USA angesiedelt. Orte der Handlung sind das Verwaltungszentrum des Bundesstaats Minnesota, St. Paul, sowie die Städte Washington und New York. Im Zentrum der Handlung steht das bitter-süße, dramatische Schicksal der Ehe von Walter und Patty Berglund. Von der Mitte der 1980er Jahre bis zur Wahl Barack Obamas zum Präsidenten der USA im Jahr 2009 wird das gegensätzliche Paar nacheinander aus der Sicht verschiedener Figuren geschildert, vor allem aus der von Patty Berglund selbst. In ihren heimlichen, intimen Konflikten entfaltet sich höchst dramatisch ein ethisches Dilemma, das mit dem Titel „Freiheit“ angedeutet wird: wie weit kann Freiheit ausgelebt und anderen zugemutet werden?
Die schonungslos, aber höchst respektvoll gezeichneten Figuren decken in ihrer Gesamtheit ein breites Spektrum sozialer Herkunft und politischer Ansichten ab. Patty ist eine begnadete Basketballerin, Tochter einer bekannten Politikerin der Demokratischen Partei und das schwarze Schaf ihrer angesehenen jüdischen Familie mit Beziehungen zum Kennedy-Clan. Ein zentraler Kontrapunkt zum romantischen Liberalismus der Hauptfigur, des Juristen und Umweltschützers Walter Berglund, sind die illusionslosen Schilderungen seines besten Freundes, des Rockmusikers und Frauenhelden Richard Katz. Spannungsvolle Einblicke in das Denken konservativer weißer Amerikaner verdankt der Leser den ungewollten Verstrickungen Walters und seines Sohnes Joey in Geschäfte mit dem Rüstungskonzern LBI. Hier wirft der Roman zeitaktuelle ethisch-politische Fragen im Zusammenhang mit dem Einmarsch in den Irak im Jahr 2003 und mit dubiosen Regierungsaufträgen auf. Die Frage nach den Grenzen industriellen Wachstums, die Walter zeit seines Lebens umtreibt, bleibt auch in diesem umfangreichen Zeit- und Gesellschaftsroman ungelöst.

### Purity
Unschuld (englisch Purity) – der fünfte Roman Franzens – erschien im September 2015 bei Farrar, Straus and Giroux, zeitgleich veröffentlichte der Rowohlt Verlag die Übersetzung ins Deutsche. Im Mittelpunkt des Romans stehen neben der titelgebenden Figur Purity "Pip" Tyler die beiden Männer Andreas Wolf und Tom Aberant. Wolf stammt aus einer ostdeutschen Nomenklatura-Familie und entwickelt sich nach dem Fall der Mauer zu einem Internet-Aktivisten ähnlich dem Wikileaks-Gründer Julian Assange. Tyler ist eine hochverschuldete Universitäts-Absolventin auf der Suche nach ihrem Vater, die sich Wolfs Projekt anschließt. Aberant ist ein amerikanischer Journalist, der eine Enthüllungsgeschichte über Wolf schreibt. Ihre Wege kreuzen sich über einen Zeitraum von dreißig Jahren, thematisch stehen Geheimnisse, Verrat und Überwachung im Mittelpunkt. Parallelen zwischen dem Überwachungsstaat in der DDR und dem Internet werden dabei deutlich. Der Roman wurde von der internationalen Kritik überwiegend positiv aufgenommen.

### Crossroads
Franzens sechster Roman Crossroads ist der Auftakt einer geplanten Trilogie unter dem Titel Ein Schlüssel zu allen Mythologien (englisch A Key to All Mythologies), die sich über drei Generationen einer Familie aus dem Mittleren Westen der USA spannen soll. Der Roman ist abwechselnd aus der Perspektive der Familienmitglieder erzählt, des Pastors Russ Hildebrandt, seiner Frau Marion und ihrer vier Kinder. Im Gegensatz zu Franzens früheren Romanen ist Crossroads nicht in der Gegenwart angesiedelt, sondern in den 1970er Jahren und nimmt damit Bezug auf Franzens eigene Jugenderinnerung, der selbst in einer christlichen Jugendgruppe aktiv war, an die jene des Pastor Hildebrandts erinnert. Statt der Auseinandersetzung mit gegenwärtigen Themen, sollten nach Franzens Absichten stärker Figuren und Psychologie mit Mittelpunkt stehen. Stilistisch ist der Roman deutlich reduzierter als Franzens frühere Romane. Franzen beschrieb: „Jeder Satz soll makellos sein und einen Gedanken in sich tragen, aber ich möchte nicht, dass er die Aufmerksamkeit auf sich zieht.“

## Preise und Auszeichnungen
- 2001: National Book Award für Die Korrekturen[17]
- 2013: Die Welt-Literaturpreis[18][19]
- 2015: EuroNatur-Preis für sein Engagement für den Vogelschutz[12][20]
- 2017: Frank-Schirrmacher-Preis[21]
- 2022: Thomas-Mann-Preis[22]

## Mitgliedschaften
- Seit 2010: Akademie der Künste Berlin
- Seit 2012: American Academy of Arts and Letters[23]
- Seit 2019: American Academy of Arts and Sciences
- Seit 2024: Deutsche Akademie für Sprache und Dichtung

## Werke
- 1988 Twenty-Seventh City
  - Die 27ste Stadt, dt. von Heinz Müller; Rowohlt, Reinbek bei Hamburg 2003, ISBN 3-498-02087-0.
- 1992 Strong Motion
  - Schweres Beben, dt. von Thomas Piltz; Rowohlt, Reinbek bei Hamburg 2005, ISBN 3-498-02090-0.
- 2001 The Corrections
  - Die Korrekturen, dt. von Bettina Abarbanell; Rowohlt, Reinbek bei Hamburg 2002, ISBN 3-498-02086-2. (Platz 1 der Spiegel-Bestsellerliste vom 12. bis zum 18. August 2002)
- 2002 How to Be Alone
  - Anleitung zum Einsamsein: Essays, dt. von Chris Hirte; Rowohlt, Reinbek bei Hamburg 2002, ISBN 3-499-23372-X. (seit 2007 Anleitung zum Alleinsein)
- 2006 The Discomfort Zone: A Personal History
  - Die Unruhezone: Eine Geschichte von mir, dt. von Eike Schönfeld; Rowohlt, Reinbek bei Hamburg 2007, ISBN 978-3-498-02116-0.
- 2010 Freedom
  - Freiheit, dt. von Bettina Abarbanell und Eike Schönfeld; Rowohlt, Reinbek bei Hamburg 2010, ISBN 978-3-498-02129-0.
- 2012 Farther Away
  - Weiter weg: Essays, dt. von Bettina Abarbanell, Wieland Freund, Dirk van Gunsteren und Eike Schönfeld; Rowohlt, Reinbek bei Hamburg 2013, ISBN 978-3-498-02132-0.
- 2013 The Kraus Project
  - als Hrsg. unter Mitarbeit von Daniel Kehlmann und Paul Reitter: Das Kraus-Projekt: Aufsätze, dt. von Bettina Abarbanell; Rowohlt, Reinbek bei Hamburg 2014, ISBN 978-3-498-02136-8.
- 2015 Purity
  - Unschuld, dt. von Bettina Abarbanell und Eike Schönfeld; Rowohlt, Reinbek bei Hamburg 2015, ISBN 978-3-498-02137-5.[24]
- 2016 The End of the End of the Earth
  - Das Ende vom Ende der Welt: Essays, dt. von Bettina Abarbanell und Wieland Freund; Rowohlt, Hamburg 2019, ISBN 978-3-498-02009-5.
- 2019 What if We Stopped Pretending?
  - Wann hören wir auf, uns etwas vorzumachen? Gestehen wir uns ein, dass wir die Klimakatastrophe nicht verhindern können, dt. von Bettina Abarbanell; Rowohlt, Hamburg 2020, ISBN 978-3-499-00440-7.
- 2021 Crossroads
  - Crossroads, dt. von Bettina Abarbanell; Rowohlt, Hamburg 2021, ISBN 978-3-498-02008-8.[25]

## Film
- Fünf Tage mit Jonathan Franzen. Dokumentarfilm, Deutschland, 2012, 52 Min., Regie: Marion Kollbach, Produktion: arte, Erstsendung: 11. Juni 2012, Inhaltsangabe von arte u. a. mit Jeffrey Eugenides.